# Bahnhof Remagen
Der Bahnhof Remagen ist der Bahnhof der Stadt Remagen an der linken Rheinstrecke. Im Bahnhof Remagen halten täglich und regelmäßig Regional- sowie IC-, EC- und seit Beginn des Fahrplans 2020 in Tagesrandlage erstmals ICE-Züge. Er gilt außerdem als Anfangs- und Endpunkt der Ahrtalbahn und fungiert als zentraler Knotenpunkt sowie Fernverkehrshalt des Landkreises Ahrweiler.
An dem fünfgleisigen Durchgangsbahnhof wurden im Jahr 2020 rund 200 Züge sowie etwa 9.000 Personen pro Tag gezählt. Er gehört der Preisklasse 3 an.

## Geschichte
Als die linke Rheinstrecke von Köln nach Bonn bis Koblenz verlängert wurde, ist der Bahnhof Remagen errichtet worden. Er wurde erstmals im Jahr 1858 angefahren, aber das Empfangsgebäude erst 1860 gebaut. Seit dem 17. September 1880 zweigt die Ahrtalbahn ab. In den 1930er Jahren wurde er saniert.
Die französische Besatzungsmacht ordnete nach dem Zweiten Weltkrieg alle Bahnstrecken im nördlichen Teil ihrer Besatzungszone der Eisenbahndirektion Mainz zu. Hierher gehörte auch der Bahnhof Remagen.
Im Jahr 1958 wurde zunächst der Abschnitt von Remagen bis Mainz elektrifiziert. Der Traktionswechsel erfolgte zunächst im Koblenzer Hauptbahnhof, da die Kapazitäten des Remagener Bahnhofs hierzu nicht ausreichten. Im Folgejahr wurde auch der nördliche Abschnitt von Remagen bis Köln elektrisch befahren.
Mit der schrittweisen Auflösung der Bundesbahndirektion Mainz in den Jahren 1971/72 fiel die Zuständigkeit für den Bahnhof zum 1. Juni 1971 an die Bundesbahndirektion Köln.
2007 und 2008 wurden Sanierungsarbeiten durchgeführt. Im Dezember 2008 nahm die private Eisenbahngesellschaft trans regio den Betrieb auf.
Von 2017 bis 2021 wurde der Bahnhof umfassend modernisiert. Damit auch RRX-Triebwagen sowie erstmals ICE-Züge in Remagen halten können, wurden (nach mehrfachen Verzögerungen) unter anderem die restlichen Bahnsteige zu den Gleisen 1, 2 und 3 auf 76 Zentimeter erhöht sowie barrierefrei zugänglich. Das umfangreiche Sanierungspaket umfasste zudem neue bzw. modernisierte Dächer, eine restaurierte Unterführung sowie den Einbau von zusätzlichen Weichen zur flexibleren Verkehrsabwicklung.

## Aufbau

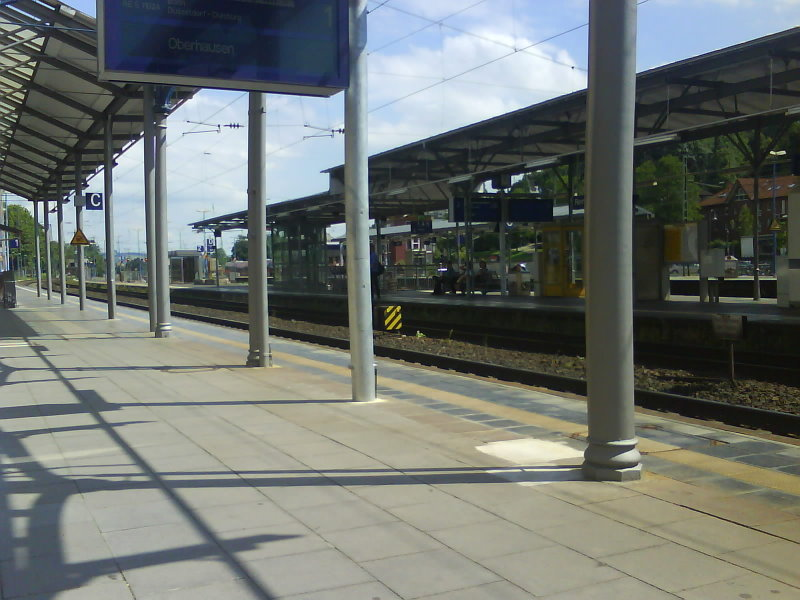
Bahnhof vom Bahnsteig an Gleis 1 aus gesehen

Der Bahnhof Remagen besitzt ein Empfangsgebäude, in dem sich eine Service-Stelle der Deutschen Bahn sowie Fahrkartenautomaten befinden. Auf den Gleisen 2 und 3 sowie im Empfangsgebäude befinden sich Lebensmittelautomaten. Im Zuge von Sanierungsarbeiten im Jahr 2008 wurden die Bahnsteigdächer erneuert und an den Gleisen neue LCD-Zugzielanzeiger montiert. Jeder Bahnsteig besitzt einen Aufzug, der einen barrierefreien Zugang für Rollstuhlfahrer ermöglicht. Gleis 5 wird ausschließlich für die in Remagen endende Ahrtalbahn (RB 39) von und in Richtung Dernau genutzt.
Eine Besonderheit ist die gusseiserne Vorhalle des Bahnhofs, sie ist nicht am Gebäude verankert, sondern steht auf eigenen Beinen. Die Halle stammt ursprünglich aus Bonn, wo sie beim Neubau des Bonner Hauptbahnhofs in den Jahren 1883/84 abmontiert und in Remagen wieder aufgestellt wurde. Die Halle ist somit älter als der Bahnhof selbst.
Seit dem 21. März 2009 besitzt der Bahnhof Remagen einen DB Service Store mit Zugang über den Hausbahnsteig und das Empfangsgebäude.

## Rückseite (ehemaliger Güterbahnhof)
Auf der Rückseite des Bahnhofs befindet sich der ehemalige Güterbahnhof. Die Stadt Remagen betreibt darauf einen 220 Stellplätze großen Park-and-Ride-Parkplatz. Zu „Bürozeiten“ ist dieser kostenpflichtig (Tagesticket bis Jahreskarte). Am südlichen Ende des P&R-Parkplatzes befindet sich ein Schnellrestaurant.

## Bahnbetrieb

### Gleise
Die Gleise des Bahnhofs Remagen werden wie folgt betrieben:
| Gleis | Verkehrsart          | Richtung             | Himmelsrichtung | Länge |
| ----- | -------------------- | -------------------- | --------------- | ----- |
| 1     | Nah- und Fernverkehr | Bonn und Köln        | Norden          | 404 m |
| 2     | Nahverkehr           | Bonn und Köln        | Norden          | 403 m |
| 3     | Nah- und Fernverkehr | Koblenz              | Süden           | 403 m |
| 4     | Nahverkehr           | Koblenz und Ahrbrück | Süden/Westen    | 226 m |
| 5     | Nahverkehr           | Dernau               | Süden/Westen    | 226 m |

### Fernverkehr
Der Bahnhof Remagen wird im Schienenpersonenfernverkehr von folgenden Intercity-Express- und Intercity-Zügen bedient:
| Zug                                  | Linie  | Verlauf | Fahrzeuge                                 |
| ------------------------------------ | ------ | --- | ----------------------------------------- |
| ICE 552 (So) ICE 553 ICE 556 (Mo–Sa) | ICE 19 | Berlin – Hannover – Bielefeld – Hagen – Wuppertal – Köln – Bonn – Remagen – Andernach – Koblenz | ICE 1 (9-teilig)                          |
| ICE 920 ICE 921                      | ICE 39 | Hamburg-Altona - Hamburg Dammtor - Hamburg - Hamburg-Harburg - Bremen - Diepholz - Osnabrück - Münster - Hamm – Dortmund – Bochum – Essen – Duisburg – Düsseldorf Flughafen – Düsseldorf – Köln – Bonn – Remagen – Andernach – Koblenz – Bingen – Mainz – Frankfurt Flughafen – Frankfurt | ICE 1 (9-teilig)                          |
| IC 2012 IC 2013 (ab 7. Juni 2025)    | IC 32  | Dortmund - Bochum - Essen - Duisburg – Düsseldorf – Köln – Bonn – Remagen – Andernach – Koblenz – Bingen – Mainz – Mannheim – Heidelberg – Stuttgart – Göppingen – Ulm – Memmingen – Kempten – Immenstadt – Sonthofen – Fischen – Oberstdorf                                              | Baureihe 101 mit IC-Wagen                 |
| IC 2443 IC 2444                      | IC 55  | Dresden – Dresden-Neustadt – Riesa – Leipzig – Flughafen Leipzig/Halle – Halle – Köthen – Magdeburg – Braunschweig – Hannover – Minden – Bad Oeynhausen – Herford – Bielefeld – Gütersloh – Hamm – Dortmund – Hagen – Wuppertal – Solingen – Köln – Bonn – Remagen – Andernach – Koblenz  | Baureihe 146 mit doppelstöckigen IC-Wagen |
| IC 5106 IC 5107                      | IC 37  | Düsseldorf – Köln – Bonn – Remagen – Andernach – Koblenz – Kobern-Gondorf – Treis-Karden – Cochem – Bullay - Wittlich – Schweich – Trier – Wasserbillig – Luxemburg | CFL Kiss                                  |
| Stand: 15. Dezember 2024             |        | |                                           |

### Nahverkehr
Der Bahnhof Remagen wird von folgenden Nahverkehrs-Linien regelmäßig angefahren:
| Linie      | Zuglauf | Takt   | Betreiber        |
| ---------- | --- | ------ | ---------------- |
| RE 5 (RRX) | Rhein-Express: Wesel – Friedrichsfeld (Niederrhein) (zweistdl.) – Voerde (Niederrhein) – Dinslaken – Oberhausen-Holten (zweistdl.) – Oberhausen-Sterkrade – Oberhausen Hbf – Duisburg Hbf – Düsseldorf Flughafen – Düsseldorf Hbf – Düsseldorf-Benrath – Leverkusen Mitte – Köln-Mülheim – Köln Messe/Deutz – Köln Hbf – Köln Süd – Brühl – Bonn Hbf – Bonn UN Campus – Bonn-Bad Godesberg – Oberwinter – Remagen – Sinzig (Rhein) – Bad Breisig – Andernach – Koblenz Stadtmitte – Koblenz Hbf Stand: Fahrplanwechsel Dezember 2023 | 60 min | National Express |
| RB 26      | MittelrheinBahn: (Köln/Bonn Flughafen –) (nur im Nachtverkehr) Köln Messe/Deutz – Köln Hbf – Köln West – Köln Süd – Hürth-Kalscheuren – Brühl – Sechtem – Roisdorf – Bonn Hbf – Bonn UN Campus – Bonn-Bad Godesberg – Bonn-Mehlem – Rolandseck – Oberwinter – Remagen – Sinzig (Rhein) – Bad Breisig – Brohl – Namedy – Andernach – Weißenthurm – Mülheim-Kärlich – Koblenz-Lützel – Koblenz Stadtmitte – Koblenz Hbf – Rhens – Spay – Boppard Hbf – Boppard-Bad Salzig – Boppard-Hirzenach – Sankt Goar – Oberwesel – Bacharach – Niederheimbach – Trechtingshausen – Bingen (Rhein) Hbf – Bingen (Rhein) Stadt – Bingen-Gaulsheim – Gau Algesheim – Ingelheim – Heidesheim (Rheinhessen) – Uhlerborn – Budenheim – Mainz-Mombach – Mainz Hbf Stand: Fahrplanwechsel Dezember 2021 | 60 min | Trans Regio      |
| RB 30      | Rhein-Ahr-Bahn: Bonn Hbf – Bonn UN Campus – Bonn-Bad Godesberg – Bonn-Mehlem – Oberwinter – Remagen – Bad Bodendorf – Heimersheim – Bad Neuenahr – Ahrweiler – Ahrweiler Markt – Walporzheim (– Dernau – Rech – Mayschoß – Altenahr – Kreuzberg (Ahr) – Ahrbrück) bis Ende 2025 wegen Hochwasserschäden nur bis Walporzheim, der weitere Streckenverlauf bis Ahrbrück ist seit Juli 2021 nicht mehr befahrbar Stand: Fahrplanwechsel Dezember 2021 | 60 min | DB Regio         |
| RB 39      | Ahrtalbahn: Remagen – Bad Bodendorf – Heimersheim – Bad Neuenahr – Ahrweiler – Ahrweiler Markt – Walporzheim (– Dernau) bis 2025 wegen Hochwasserschäden nur bis Walporzheim Stand: Fahrplanwechsel Dezember 2021 | 60 min | DB Regio         |